# Langmuir
Il langmuir è un'unità di misura utilizzata nella scienza delle superfici in "ultra alto vuoto" (UHV). 
Prende il nome dal fisico americano Irving Langmuir. Misura l'esposizione di una superficie ad un gas. La definizione corretta è:
1 L = 10-6 torr s
Per esempio l'esposizione di una superficie ad un gas alla pressione di 10−8 torr per un tempo di 100 secondi corrisponde ad  1 langmuir. 
Assumendo che ogni molecola di gas che giunge sulla superficie vi si attacca, 1 L comporta la formazione di circa un monostrato di molecole di gas adsorbite dalla superficie.

## Derivazione
La pressione su una superficie su cui incidono n particelle al secondo, per unità di superficie, di massa m e velocità media <v> è:
p = 2m<v>n
cioè il doppio della quantità di moto media delle particelle (teorema dell'impulso) per il numero di urti al secondo per unità di superficie.
Dalla teoria cinetica dei gas si ha che:
½m<v2> = ⅜KbT ≈ ½m<v>2
quindi:
p = 2(3KbTm)½
Se si ipotizza di essere a temperatura ambiente (298 K) e avere una densità superficiale di atomi z = 3×1018 atomi/cm2 (tipica dei solidi di cui ci si occupa in fisica delle superfici), si ottiene che per avere uno strato completo di atomi depositato sopra la superficie in un secondo, ipotizzando che tutti gli atomi incidenti sulla superficie rimangano appiccicati (sticking coefficient = 1), la pressione deve essere di 10−6 torr.